# Rotpunktmaulbrüter
Der Rotpunktmaulbrüter (Shuja horei, Syn.: Ctenochromis horei, Haplochromis horei) ist eine Buntbarschart, die an den flachen Küsten des ostafrikanischen Tanganjikasee, in einigen seiner Zuflüsse (Ruzizi, Nua) und im Lukuga, dem einzigen Abfluss des Tanganjikasees vorkommt.

## Merkmale
Der Rotpunktmaulbrüter erreicht eine Länge von 16 bis 20 cm und hat eine weißliche Grundfärbung und zahlreiche regelmäßig angeordnete kleine, orange Flecke auf dem Körper. Bei Unwohlsein, Gefahr oder aggressivem Verhalten zeigt die Art 8 bis 10 dunkle Querbinden. Die Kopfzeichnung wird durch eine unregelmäßige dunkle Musterung geprägt. Bei den Männchen sind Unterkopf und Brust goldgelb bis rötlich und schwarzbraun gefleckt.

## Lebensweise
Der Rotpunktmaulbrüter lebt küstennah, vor allem in den Vallisnerienwiesen der Sandzonen. In tiefem Wasser oder über felsigem Grund fehlt die Art völlig. Sie ernährt sich weitgehend piscivor und kann mit ihrem kräftigen Maul Fische überwältigen, die fast halb so groß wie der Rotpunktmaulbrüter sind. Zu seinen Beutefischen zählen neben Karpfenfischen vor allem die Sandcichliden der Gattungen Callochromis und Xenotilapia. Wie alle haplochrominen Buntbarsche schützt der Rotpunktmaulbrüter Eier und Jungfische im Maul der Weibchen.

## Systematik
Die Buntbarschart wurde 1894 durch den deutschen Zoologen Albert Günther unter der Bezeichnung Chromis horei erstmals wissenschaftlich beschrieben und nach dem Fischsammler Coode-Hoore benannt. Später wurde sie den Gattungen Tilapia oder Haplochromis und 1979 durch Greenwood der Gattung Ctenochromis zugeordnet. Haplochromis und Ctenochromis gehören zur Tribus Haplochromini, der Rotpunktmaulbrüter verschiedenen Untersuchungen zufolge aber zur Tribus Tropheini. Im Mai 2022 wurde deshalb die Gattung Shuja eingeführt mit Shuja horei als einziger Art. Shujaa ist das Swahili-Wort für Krieger und wurde als Gattungsbezeichnung gewählt, weil die Männchen des Rotpunktmaulbrüter besonders rabiat ihr Revier verteidigen.